# Armadillidium kalamium
Armadillidium kalamium is een pissebed uit de familie Armadillidiidae. De wetenschappelijke naam van de soort is voor het eerst geldig gepubliceerd in 1956 door Strouhal.